# Franco Tongya
Franco Tongya, né le 13 mars 2002 à Turin en Italie, est un footballeur italien, qui évolue au poste de milieu offensif à l'US Salernitana.

## Biographie

### En club
Né à Turin en Italie, Franco Tongya prend sa première licence à l'Amici del Calcio Brandizzo, puis rejoint la Juventus à l'âge de 7 ans. Il est considéré comme l'un des joueurs les plus prometteurs du centre de formation mais aussi du pays.
Le 28 janvier 2021, Tongya signe son premier contrat professionnel en rejoignant l’Olympique de Marseille jusqu'en 2025 contre 8 M€, Marley Aké rejoint la Juventus pour la même indemnité.
Le 30 août 2022, Franco Tongya rejoint le Danemark pour s'engager en faveur de l'Odense BK. Il quitte donc définitivement l'Olympique de Marseille sans savoir joué le moindre match avec l'équipe première, et s'engage pour un contrat de trois ans avec le club danois.
Tongya inscrit son premier but en professionnel avec l'Odense BK le 21 octobre 2022, lors d'une rencontre de championnat face au Lyngby BK. Titulaire, il participe à la victoire de son équipe par trois buts à un,.
Le 2 septembre 2023, Franco Tongya rejoint Chypre et le club de l'AEK Larnaca sous la forme d'un prêt d'une saison.

### En équipe nationale
Avec l'équipe d'Italie des moins de 17 ans, il participe au championnat d'Europe des moins de 17 ans en 2019. Il est titulaire lors de cette compétition où il joue cinq matchs, et inscrit même un but le 13 mai en quarts de finale face au Portugal qui permet à l'Italie de s'imposer puisque c'est le seul du match. L'Italie éliminera ensuite la France avant de s'incliner en finale contre les Pays-Bas.
Il joue son premier match avec les moins de 20 ans en juin 2021 et inscrit son premier but le 12 octobre de la même année face au Portugal (1-1 score final).

## Statistiques
| Saison                | Club                     | Championnat           | Championnat | Championnat | Championnat | Coupe(s) nationale(s) | Coupe(s) nationale(s) | Coupe(s) nationale(s) | Compétition(s) continentale(s) | Compétition(s) continentale(s) | Compétition(s) continentale(s) | Compétition(s) continentale(s) | Total | Total | Total |
| Saison                | Club                     | Division              | M.          | B.          | P.d.        | M.                    | B.                    | P.d.                  | Comp.                          | M.                             | B.                             | P.d.                           | M.    | B.    | P.d.  |
| 2020-2021             | Juventus FC B            | Serie C               | 10          | 0           | 0           | -                     | -                     | -                     | -                              | -                              | -                              | -                              | 10    | 0     | 0     |
| Sous-total            | Sous-total               | Sous-total            | 10          | 0           | 0           | -                     | -                     | -                     | -                              | -                              | -                              | -                              | 10    | 0     | 0     |
| 2020-2021             | Olympique de Marseille B | National 2            | 1           | 0           | 0           | -                     | -                     | -                     | -                              | -                              | -                              | -                              | 1     | 0     | 0     |
| 2021-2022             | Olympique de Marseille B | National 2            | 13          | 4           | 0           | -                     | -                     | -                     | -                              | -                              | -                              | -                              | 13    | 4     | 0     |
| Sous-total            | Sous-total               | Sous-total            | 14          | 4           | 0           | -                     | -                     | -                     | -                              | -                              | -                              | -                              | 14    | 4     | 0     |
| Total sur la carrière | Total sur la carrière    | Total sur la carrière | 24          | 4           | 0           | -                     | -                     | -                     | -                              | -                              | -                              | -                              | 24    | 4     | 0     |

## Palmarès

### En sélection
- Italie -17 ans
  - Championnat d'Europe des moins de 17 ans
    - Finaliste : 2019.